# Bledius filipes
Bledius filipes är en skalbaggsart som beskrevs av Sharp 1911. Bledius filipes ingår i släktet Bledius, och familjen kortvingar. Arten är reproducerande i Sverige.